# The Shape of Water
The Shape of Water is een Amerikaanse fantasyfilm uit 2017 die geregisseerd werd door Guillermo del Toro. De hoofdrollen worden vertolkt door Sally Hawkins, Michael Shannon, Octavia Spencer en Doug Jones.

## Verhaal
Tijdens de Koude Oorlog begin jaren 1960 mag Elisa, die niet kan spreken, dankzij haar collega 	
Zelda als schoonmaakster werken in een overheidslaboratorium. Daar ontdekt ze een mysterieus amfibisch wezen dat in een watertank leeft. De eenzame Elisa raakt bevriend met het wezen en wil het bevrijden wanneer blijkt dat haar werkgever Strickland experimenten wil uitvoeren op het wezen.

## Rolverdeling
| Acteur            | Personage                  |
| ----------------- | -------------------------- |
| Sally Hawkins     | Elisa Esposito             |
| Michael Shannon   | Richard Strickland         |
| Octavia Spencer   | Zelda Fuller               |
| Richard Jenkins   | Giles                      |
| Doug Jones        | Amfibische man / het bezit |
| Michael Stuhlbarg | Dr. Robert Hoffstetler     |
| Nick Searcy       | Generaal Hoyt              |
| David Hewlett     | Fleming                    |
| Stewart Arnott    | Bernard                    |
| Nigel Bennett     | Mihalkov                   |
| Lauren Lee Smith  | Elaine Strickland          |

## Prijzen en nominaties
De belangrijkste:
| Jaar | Prijs / Festival                     | Categorie                                                        | Genomineerde(n)                                                | Resultaat   |
| ---- | ------------------------------------ | ---------------------------------------------------------------- | -------------------------------------------------------------- | ----------- |
| 2017 | Filmfestival van Venetië             | Gouden Leeuw                                                     | Guillermo del Toro                                             | Gewonnen    |
| 2018 | Golden Globes                        | Beste dramafilm                                                  | Beste dramafilm                                                | Genomineerd |
| 2018 | Golden Globes                        | Beste regisseur                                                  | Guillermo del Toro                                             | Gewonnen    |
| 2018 | Golden Globes                        | Beste actrice in een dramafilm                                   | Sally Hawkins                                                  | Genomineerd |
| 2018 | Golden Globes                        | Beste mannelijke bijrol                                          | Richard Jenkins                                                | Genomineerd |
| 2018 | Golden Globes                        | Beste vrouwelijke bijrol                                         | Octavia Spencer                                                | Genomineerd |
| 2018 | Golden Globes                        | Beste script                                                     | Guillermo del Toro en Vanessa Taylor                           | Genomineerd |
| 2018 | Golden Globes                        | Beste filmmuziek                                                 | Alexandre Desplat                                              | Gewonnen    |
| 2018 | Critics' Choice Awards               | Beste film                                                       | Beste film                                                     | Gewonnen    |
| 2018 | Critics' Choice Awards               | Beste regisseur                                                  | Guillermo del Toro                                             | Gewonnen    |
| 2018 | Critics' Choice Awards               | Beste actrice                                                    | Sally Hawkins                                                  | Genomineerd |
| 2018 | Critics' Choice Awards               | Beste mannelijke bijrol                                          | Richard Jenkins                                                | Genomineerd |
| 2018 | Critics' Choice Awards               | Beste vrouwelijke bijrol                                         | Octavia Spencer                                                | Genomineerd |
| 2018 | Critics' Choice Awards               | Beste origineel script                                           | Guillermo del Toro & Vanessa Taylor                            | Genomineerd |
| 2018 | Critics' Choice Awards               | Beste cinematografie                                             | Dan Laustsen                                                   | Genomineerd |
| 2018 | Critics' Choice Awards               | Beste Production Design                                          | Paul Denham Austerberry, Shane Vieau & Jeff Melvin             | Gewonnen    |
| 2018 | Critics' Choice Awards               | Beste montage                                                    | Sidney Wolinsky                                                | Genomineerd |
| 2018 | Critics' Choice Awards               | Beste kostuums                                                   | Luis Sequeira                                                  | Genomineerd |
| 2018 | Critics' Choice Awards               | Beste grime en haarstijl                                         | Beste grime en haarstijl                                       | Genomineerd |
| 2018 | Critics' Choice Awards               | Beste visuele effecten                                           | Beste visuele effecten                                         | Genomineerd |
| 2018 | Critics' Choice Awards               | Beste sciencefiction/horrorfilm                                  | Beste sciencefiction/horrorfilm                                | Genomineerd |
| 2018 | Critics' Choice Awards               | Beste filmmuziek                                                 | Alexandre Desplat                                              | Gewonnen    |
| 2018 | Satellite Awards                     | Beste film                                                       | Beste film                                                     | Genomineerd |
| 2018 | Satellite Awards                     | Beste regisseur                                                  | Guillermo del Toro                                             | Genomineerd |
| 2018 | Satellite Awards                     | Beste actrice                                                    | Sally Hawkins                                                  | Gewonnen    |
| 2018 | Satellite Awards                     | Beste acteur in een bijrol                                       | Michael Shannon                                                | Genomineerd |
| 2018 | Satellite Awards                     | Beste origineel script                                           | Guillermo del Toro & Vanessa Taylor                            | Genomineerd |
| 2018 | Satellite Awards                     | Beste filmmuziek                                                 | Alexandre Desplat                                              | Genomineerd |
| 2018 | Satellite Awards                     | Beste cinematografie                                             | Dan Laustsen                                                   | Genomineerd |
| 2018 | Satellite Awards                     | Beste visuele effecten                                           | Beste visuele effecten                                         | Genomineerd |
| 2018 | Satellite Awards                     | Beste montage                                                    | Sidney Wolinsky                                                | Genomineerd |
| 2018 | Satellite Awards                     | Beste Art Direction en Production Design                         | Beste Art Direction en Production Design                       | Gewonnen    |
| 2018 | American Society of Cinematographers | Outstanding Achievement in Cinematography in Theatrical Releases | Dan Laustsen                                                   | Genomineerd |
| 2018 | BAFTA Awards                         | Beste film                                                       | Beste film                                                     | Genomineerd |
| 2018 | BAFTA Awards                         | Beste regisseur                                                  | Guillermo del Toro                                             | Gewonnen    |
| 2018 | BAFTA Awards                         | Beste actrice                                                    | Sally Hawkins                                                  | Genomineerd |
| 2018 | BAFTA Awards                         | Beste vrouwelijke bijrol                                         | Octavia Spencer                                                | Genomineerd |
| 2018 | BAFTA Awards                         | Beste cinematografie                                             | Dan Laustsen                                                   | Genomineerd |
| 2018 | BAFTA Awards                         | Beste montage                                                    | Sidney Wolinsky                                                | Genomineerd |
| 2018 | BAFTA Awards                         | Beste kostuums                                                   | Luis Sequeira                                                  | Genomineerd |
| 2018 | BAFTA Awards                         | Beste filmmuziek                                                 | Alexandre Desplat                                              | Gewonnen    |
| 2018 | BAFTA Awards                         | Beste productieontwerp                                           | Paul D. Austerberry, Jeffrey Melvin & Shane Vieau              | Gewonnen    |
| 2018 | BAFTA Awards                         | Beste originele scenario                                         | Guillermo del Toro & Vanessa Taylor                            | Genomineerd |
| 2018 | BAFTA Awards                         | Beste geluid                                                     | Christian Cooke, Glen Gauthier, Nathan Robitialle & Brad Zoern | Genomineerd |
| 2018 | BAFTA Awards                         | Beste visuele effecten                                           | Dennis Berardi, Trey Harrell & P. Keven Scott                  | Genomineerd |
| 2018 | Academy Awards                       | Beste film                                                       | Guillermo del Toro                                             | Gewonnen    |
| 2018 | Academy Awards                       | Beste regisseur                                                  | Guillermo del Toro                                             | Gewonnen    |
| 2018 | Academy Awards                       | Beste actrice                                                    | Sally Hawkins                                                  | Genomineerd |
| 2018 | Academy Awards                       | Beste acteur in een bijrol                                       | Richard Jenkins                                                | Genomineerd |
| 2018 | Academy Awards                       | Beste actrice in een bijrol                                      | Octavia Spencer                                                | Genomineerd |
| 2018 | Academy Awards                       | Beste origineel scenario                                         | Guillermo del Toro en Vanessa Taylor                           | Genomineerd |
| 2018 | Academy Awards                       | Beste filmmuziek                                                 | Alexandre Desplat                                              | Gewonnen    |
| 2018 | Academy Awards                       | Beste geluidseffecten                                            | Nathan Robitaille, Nelson Ferreira                             | Genomineerd |
| 2018 | Academy Awards                       | Beste geluid                                                     | Christian Cooke, Brad Zoern, Glen Gauthier                     | Genomineerd |
| 2018 | Academy Awards                       | Beste productieontwerp                                           | Paul Denham Austerberry, Shane Vieau, Jeff Melvin              | Gewonnen    |
| 2018 | Academy Awards                       | Beste camerawerk                                                 | Dan Laustsen                                                   | Genomineerd |
| 2018 | Academy Awards                       | Beste kostuums                                                   | Luis Sequeira                                                  | Genomineerd |
| 2018 | Academy Awards                       | Beste montage                                                    | Sidney Wolinsky                                                | Genomineerd |
| 2019 | Grammy Awards                        | Best Score Soundtrack For Visual Media                           | Alexandre Desplat                                              | Genomineerd |

## Productie
Guillermo del Toro bedacht het idee voor The Shape of Water in 2011 tijdens een ontbijt met auteur Daniel Kraus, met wie hij nadien de roman Trollhunters (2015) zou schrijven. Op 17 maart 2016 raakte bekend dat Del Toro het project zou ontwikkelen in dienst van Fox Searchlight Pictures en met Sally Hawkins en Octavia Spencer als hoofdrolspeelsters. Diezelfde maand werd ook Michael Stuhlbarg gecast. In mei 2016 werden Michael Shannon en Richard Jenkins aan de cast toegevoegd.
De opnames gingen op 15 augustus 2016 van start en eindigden op 6 november 2016.
Op 31 augustus 2017 ging The Shape of Water in première op het filmfestival van Venetië. De film werd op het festival bekroond met de Gouden Leeuw.